# Центар за културу „Вук Караџић“ Лозница
Центар за културу „Вук Караџић“ је културни центар у Лозници oснован 23. октобра 1998. од стране Скупштине општине Лозница. Центар је задужен са одржавање и рад Спомен-кућe Вука Стефановића Караџића у Тршићу, Музеја Јадра, Галерије слика Миће Поповића и Вере Божичковић Поповић, Вуковог дома културе и других културно-историјских објеката на простору града Лознице. Центар за културу „Вук Караџић“ је, заједно са градом Лозницом и Министарством културе и информисања, организатор Вуковог сабора, најстарије културне манифестације у Србији.